# Jolicoeur (metrostation)

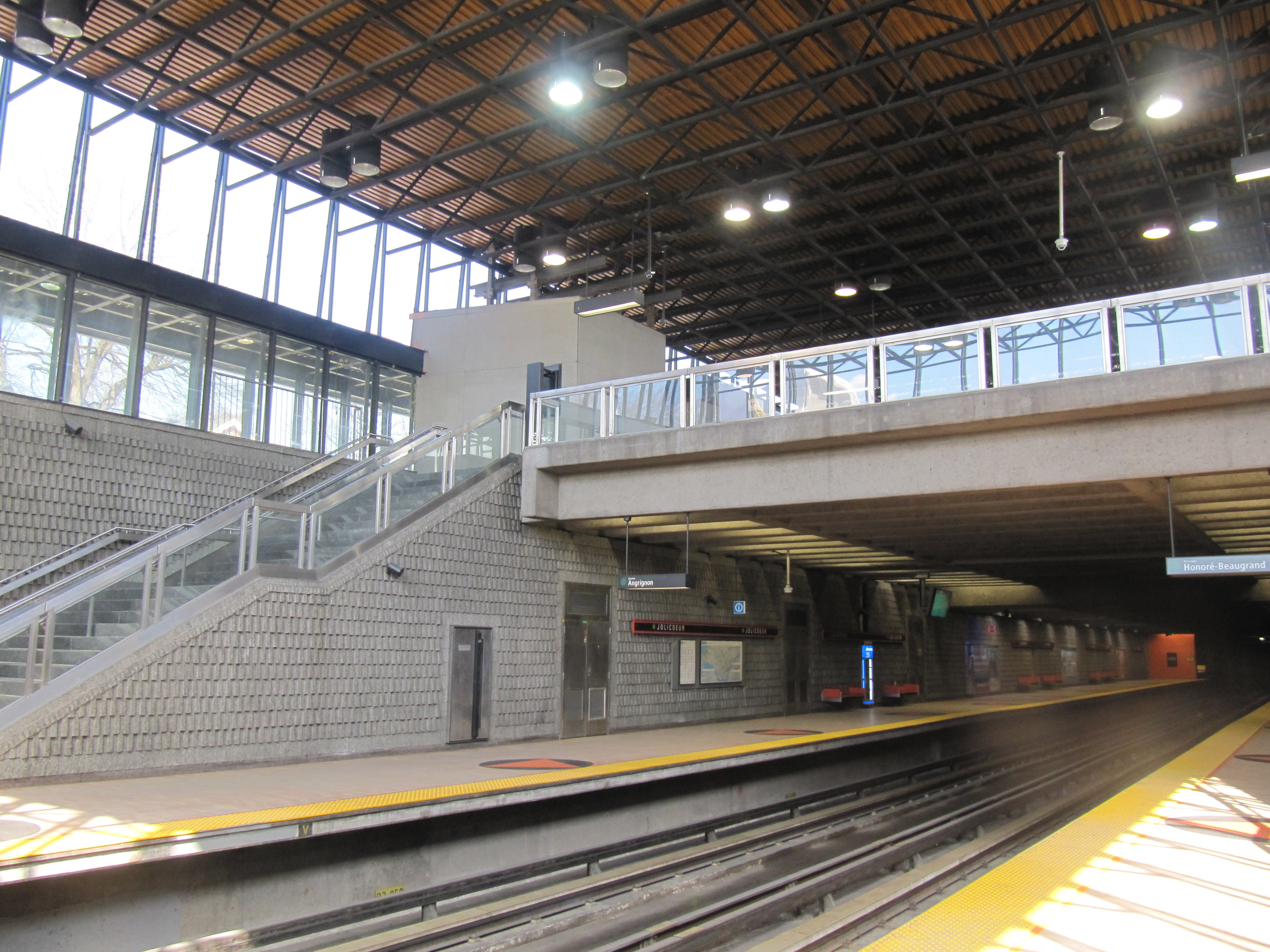
In tegenstelling tot veruit de meeste metrostations van Montréal ontvangt het station Jolicoeur direct dag- en zonlicht.

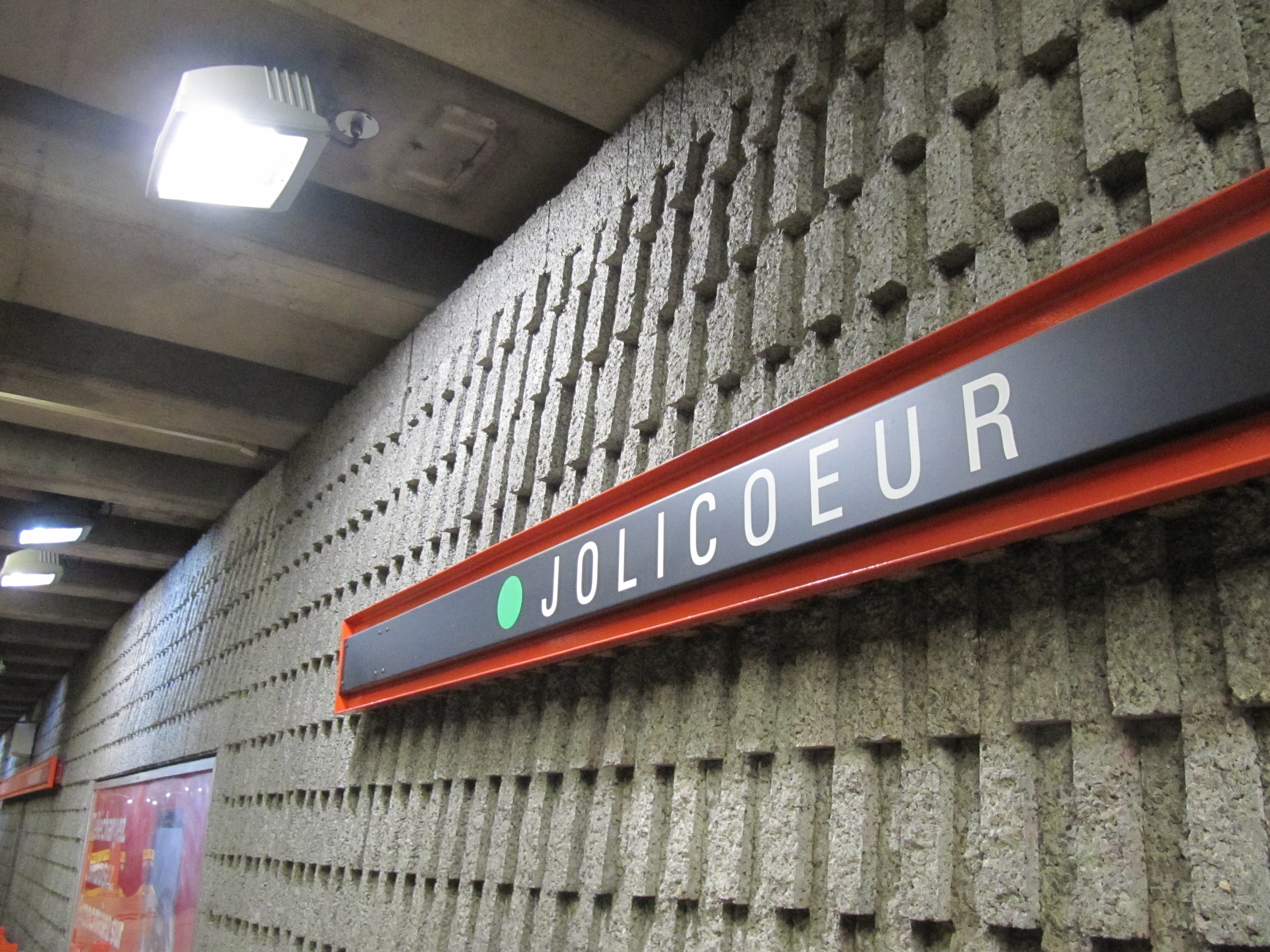
Claude Boucher ontwierp ook de wandbekleding van het metrostation Jolicoeur

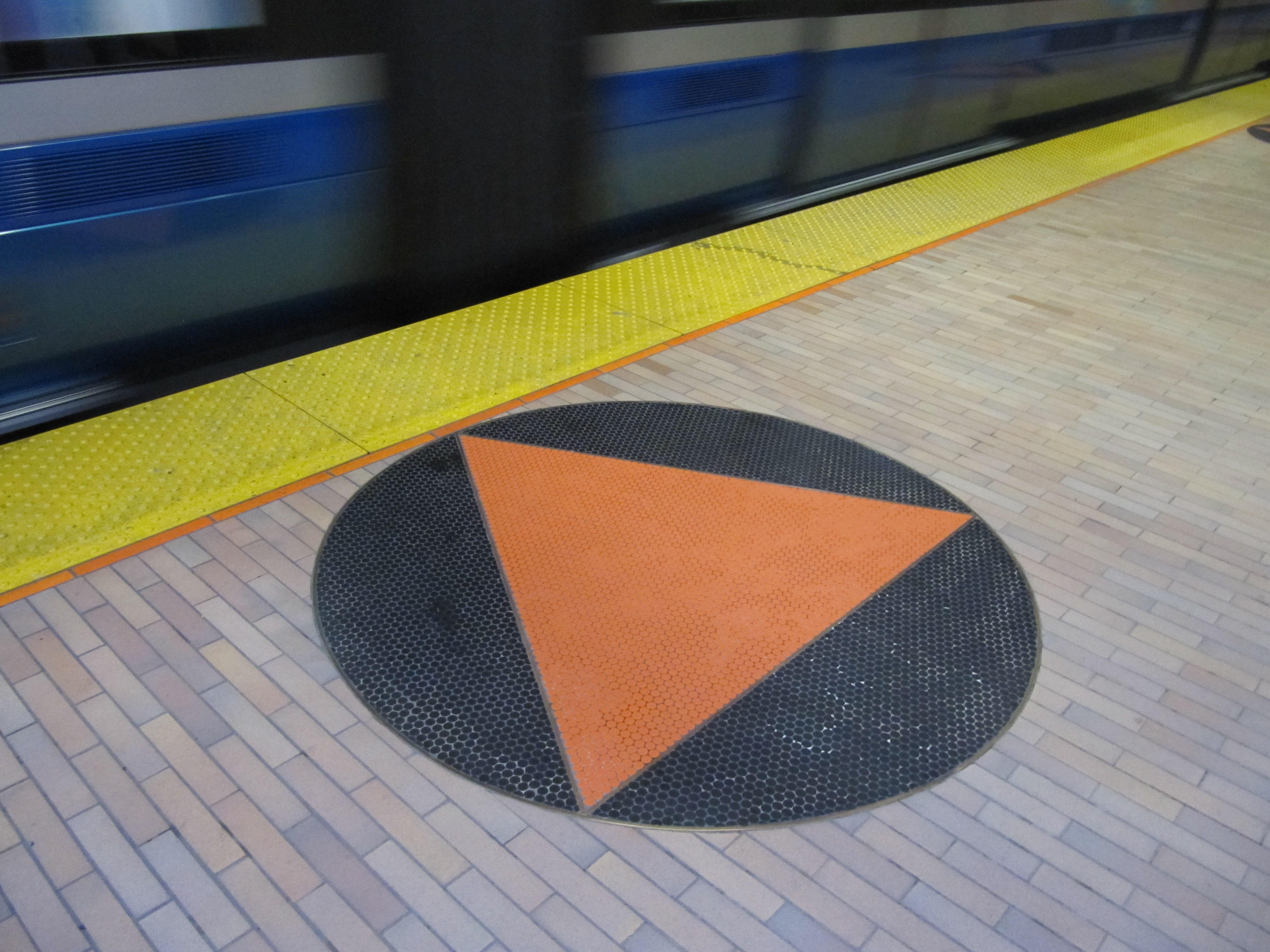
Claude Boucher ontwierp ook dit motief in de vloerbekleding van het metrostation Jolicoeur. Het perspectief van de foto kan enigszins bedrieglijk overkomen: de basis van de driehoek is evenwijdig aan de boord van het perron.

Jolicoeur is een metrostation in het arrondissement Le Sud-Ouest van de Canadese stad Montréal in de provincie Quebec. Het station ligt aan de groene lijn van de metro van Montréal, die door de Société de transport de Montréal (STM) wordt uitgebaat. Het werd geopend op 3 september 1978, toen de verlenging van Atwater naar Angrignon in gebruik werd genomen. In 2019 werd het station door 2.380.128 vertrekkende reizigers gebruikt.
Het station is genoemd naar de Rue Jolicoeur, die op haar beurt verwijst naar de katholieke priester Joseph-Moïse Jolioeur, die in 1906 de gemeente Notre-Dame du Perpétuel Secours heeft gesticht.
Het station is ontworpen door architect Claude Boucher (°1945), als medewerker van het Bureau du Transport Métropolitain (BTM). Het ondiepe station (4,60 m) staat direct in verbinding met het overvloedig beglaasde toegangsgebouw, en ontvangt daardoor, in tegenstelling tot het gros van de metrostations, veel dag- en zonlicht. Aan de buitenzijde toont het station zich als een glanzende, zwarte monoliet.
Ook de artistieke inbreng is van de hand van Boucher. Hij creëerde bijzondere motieven in de bekleding van de wanden, en 42 identieke grafische ornamenten in de vloeren van de perrons: zwarte cirkels met een diameter van 122 cm, met ingeschreven gelijkzijdige driehoeken, die naar de ingangsdeuren van de metrostellen lijken te wijzen. 